# تشارلز وايس
تشارلز وايس (بالفرنسية: Pierre Charles Weiss)‏ هو ببليوجرافي ‏ وكاتب وأمين مكتبة فرنسي، ولد في 15 يناير 1779 في بيزنسون في فرنسا، وتوفي في 11 فبراير 1866 في باريس في فرنسا.